# Капестрано
Капестрано (італ. Capestrano) — муніципалітет в Італії, у регіоні Абруццо, провінція Л'Аквіла.
Капестрано розташоване на відстані близько 115 км на схід від Рима, 33 км на схід від Л'Акуїли.
Населення — 888 осіб (2014).

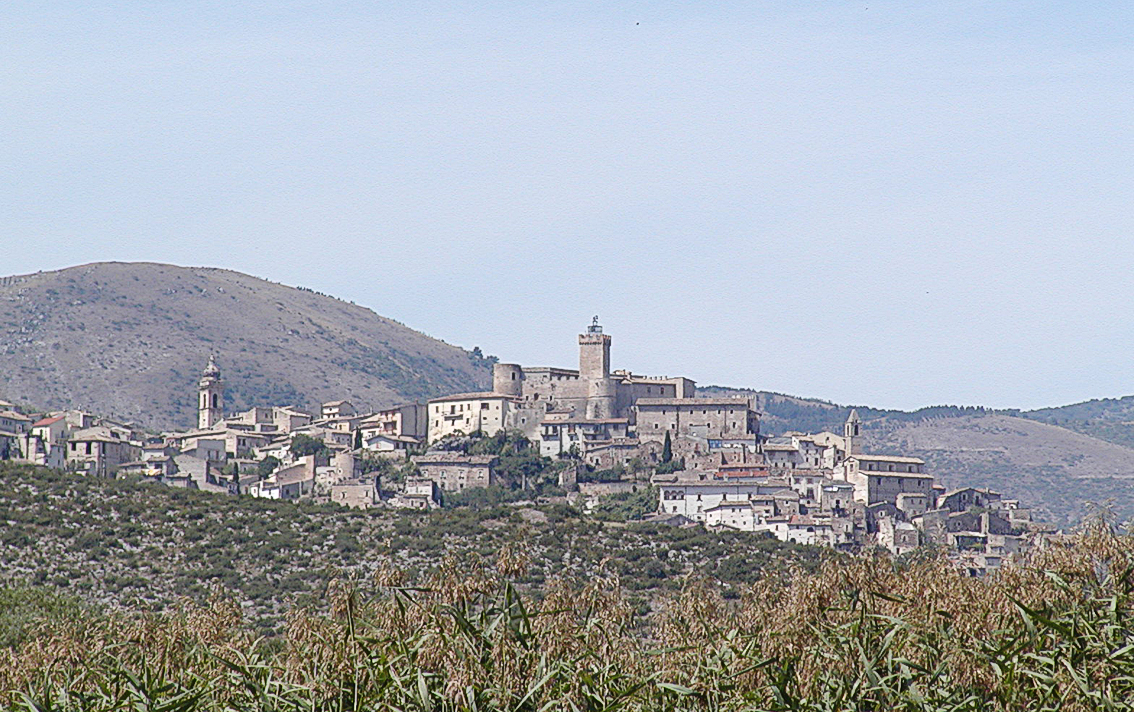

Щорічний фестиваль відбувається 23 жовтня. Покровитель — San Giovanni da Capestrano.

## Демографія
Населення за роками:

Станом на 1 січня 2023 року в муніципалітеті офіційно проживало 111 іноземців з 19 країн, серед них 56 громадян країн Євросоюзу.

## Сусідні муніципалітети
- Бриттолі
- Буссі-суль-Тірино
- Карапелле-Кальвізіо
- Кастельвеккьо-Кальвізіо
- Коллеп'єтро
- Корвара
- Навеллі
- Офена
- Пескозансонеско
- Вілла-Санта-Лучія-дельї-Абруцці